# متعد إلى ثلاثة
الفعل المتعدي إلى ثلاث مفاعيل هو الفعل الذي لا يكتفي بمفعول واحد أو اثنان لإتمام المعنى وإنما يتعدى إلى ثلاثة 
و هي هذه الأَفعال السبعة وما تصرَّف منها: أَنْبَأَ (يُنْبِئُ-أَنْبِئْ) - خَبَّرَ (يُخَبِّر-خَبِّرْ) - أَرَى (يُرِي-أَرِ) - أَعْلَمَ (يُعْلِمُ-أَعْلِمْ) - أَخْبَرَ (يُخْبِرُ-أَخْبِرْ) - حَدَّثَ (يُحَدِّثُ-حَدِّثْ) - نَبَّأَ(يُنَبِّئُ-نَبِّئْ)

## أمثلة
- (أعلمت زيداً النحوَ سهلاً) (أريت خالداً الأمرَ واضحاً) .
- أَرى المعلَّمُ تلميذَه الحلَّ سهلاً
- ﴿إِذْ يُرِيكَهُمُ اللَّهُ فِي مَنَامِكَ قَلِيلًا وَلَوْ أَرَاكَهُمْ كَثِيرًا لَفَشِلْتُمْ وَلَتَنَازَعْتُمْ فِي الْأَمْرِ وَلَكِنَّ اللَّهَ سَلَّمَ إِنَّهُ عَلِيمٌ بِذَاتِ الصُّدُورِ ۝٤٣﴾[1]
- ﴿وَقَالَ الَّذِينَ اتَّبَعُوا لَوْ أَنَّ لَنَا كَرَّةً فَنَتَبَرَّأَ مِنْهُمْ كَمَا تَبَرَّءُوا مِنَّا كَذَلِكَ يُرِيهِمُ اللَّهُ أَعْمَالَهُمْ حَسَرَاتٍ عَلَيْهِمْ وَمَا هُمْ بِخَارِجِينَ مِنَ النَّارِ ۝١٦٧﴾[2]

## وصلات داخلية
- قواعد اللغة العربية
- النحو و الصرف